# Drummondia rubiginosa
Drummondia rubiginosa là một loài rêu trong họ Orthotrichaceae. Loài này được Müll. Hal. mô tả khoa học đầu tiên năm 1896.